# Йеттен, Роб
Роб Арнольдус Адрианус Йеттен (нидерл. Rob Arnoldus Adrianus Jetten; род. 25 марта 1987, Вегхел, Северный Брабант) — голландский политический и государственный деятель, член Палаты представителей Нидерландов (2017–2022, с 2023 года) и лидер партии «Демократы 66» (с 2023 года). Ранее занимал пост перового заместителя премьер-министра Нидерландов и министра климата и энергетической политики.

## Биография

### Ранние годы
Роб Йеттен родился 25 марта 1987 года в Вегеле, Северный Брабант, Нидерланды. Он вырос в Удене и получил среднее образование в колледже Удена в период с 1999 по 2005 год. Позже он учился в Университете Неймегена в период с 2005 по 2011 год, где получил степени бакалавра и магистра в области государственного управления. После периода стажировки в голландской железнодорожной компании ProRail он продолжил работать там в качестве консультанта и регионального менеджера по поставкам в северо-восточных Нидерландах.

### Политическая карьера
Йеттен начал свою политическую карьеру в качестве политического советника фракции «Демократов 66» (D66) в Сенате Генеральных штатов и в качестве председателя молодёжной организации D66 «Молодые демократы». Кроме того, с 2010 по 2017 год он был членом муниципального совета Неймегена. На парламентских выборах в 2017 году он был избран членом Палаты представителей. Затем Йеттен стал представителем своей партии по вопросам климата, энергетики и газа, железных дорог, демократического обновления и экономических вопросов.
9 октября 2018 года Йеттен был избран новым парламентским лидером «Демократов 66» в Палате представителей, сменив Александра Пехтольда на этом посту. В возрасте 31 года Йеттен стал самым молодым парламентским лидером D66. После своего избрания Йеттен подвергся критике в голландских СМИ из-за своего относительно молодого возраста.
Когда 10 января 2022 года был приведен к присяге четвёртый кабинет Рютте, Йеттен стал министром по климату и энергетической политике. Под его руководством правительство Нидерландов объявило о планах в 2022 году инвестировать 750 миллионов евро (789 миллионов долларов) до 2031 года в развитие национальной сети транспортировки водорода газовым оператором страны Gasunie.
14 июля 2023 года Йеттен объявил об участии в выборах на пост следующего председателя партии «Демократы 66». Он сменил Сигрид Кааг на посту после того, как она объявила, что не будет возглавлять партию на парламентских выборах 2023 года из-за «ненависти, запугивания и угроз», которые она получила в адрес своей семьи. После выборов 2023 года Йеттен вернулся в Палату представителей. После отставки Кааг 8 января 2024 года, которая заняла должность в Организации Объединённых Наций, Йеттен занял должность первого заместителя премьер-министра, а также четыре дня исполнял обязанности министра финансов, хотя фактически задачи министра финансов выполнял государственный секретарь финансов Марникс ван Рей.
Срок полномочий Йеттена в качестве первого вице-премьера, а также министра климата и энергетической политики закончился 2 июля 2024 года, когда кабинет Схофа был приведён к присяге.